# Abenilla
Abenilla (aragonesisch Abiniella) ist ein spanischer Ort in den Pyrenäen in der Provinz Huesca der Autonomen Gemeinschaft Aragonien. Abenilla gehört zur Gemeinde Sabiñánigo. Der Ort auf 1050 Meter Höhe ist seit Jahren unbewohnt. Er hatte im Jahr 1842 noch 105 Einwohner.

## Einwohnerentwicklung
1900   = 73
1910   = 71
1920   = 61
1930   = 63
1940   = 45
1950   = 37
1960   = 25
1970   = 3
1981   = 3
1991   = 3
2001   = 3

## Sehenswürdigkeiten
- Wehrturm aus dem 16. Jahrhundert[1]